# 格拉比夫 (里普基區)
51°50′23″N 30°58′26″E / 51.83972°N 30.97389°E
格拉比夫（烏克蘭語：Грабів），是烏克蘭北部的村莊，隸屬切爾尼希夫州的切爾尼希夫區。該村始建於1706年，面積2.3平方公里，海拔高度134米，2001年人口320，人口密度每平方公里139.13人。